# Lūsh Āb
Lūsh Āb (persiska: لوش آب, Lūsh Āb-e Qalandarābād) är en ort i Iran.   Den ligger i provinsen Khorasan, i den nordöstra delen av landet, 800 km öster om huvudstaden Teheran. Lūsh Āb ligger 1 443 meter över havet och antalet invånare är 102.
Terrängen runt Lūsh Āb är varierad.Runt Lūsh Āb är det ganska glesbefolkat, med 42 invånare per kvadratkilometer. Närmaste större samhälle är Qalandarābād, 5,3 km norr om Lūsh Āb. Omgivningarna runt Lūsh Āb är i huvudsak ett öppet busklandskap.